# Episodi di Primeval (quinta stagione)
La quinta stagione di Primeval  è stata trasmessa sul canale britannico Watch dal 24 maggio 2011 al 27 giugno 2011. In Italia va in onda su Rai 2 dal 13 agosto 2011, ancora prima che vada in onda in chiaro su ITV1 in Gran Bretagna.
| nº | Titolo originale | Titolo italiano | Prima TV UK    | Prima TV Italia   |
| -- | ---------------- | --------------- | -------------- | ----------------- |
| 1  | Episode 1        | Episodio 1      | 24 maggio 2011 | 13 agosto 2011    |
| 2  | Episode 2        | Episodio 2      | 31 maggio 2011 | 20 agosto 2011    |
| 3  | Episode 3        | Episodio 3      | 6 giugno 2011  | 27 agosto 2011    |
| 4  | Episode 4        | Episodio 4      | 13 giugno 2011 | 3 settembre 2011  |
| 5  | Episode 5        | Episodio 5      | 20 giugno 2011 | 10 settembre 2011 |
| 6  | Episode 6        | Episodio 6      | 27 giugno 2011 | 17 settembre 2011 |

## Episodio 1
- Titolo originale: Episode 1
- Diretto da: Mark Everest
- Scritto da: Chris Lang

### Trama
Mentre Philip presenta a Connor la "Nuova Alba" ed April, in città, una creatura scavatrice, probabilmente dal futuro, irrompe da sotto la strada e trascina prima due persone, uccidendole, e poi Connor, sottoterra: la squadra lo salverà incendiandole col gas. Mentre Lester è deluso per il titolo di cavaliere che invece andrà a Philip, Matt rivela ad Abby che è arrivato dal futuro per scoprire perché la Terra morirà.
- Discendente dello scarabeo

## Episodio 2
- Titolo originale: Episode 2
- Diretto da: Robert Quinn
- Scritto da: Steve Bailie

### Trama
Quando un sottomarino nucleare viene attaccato da un Liopleurodonte, la squadra va in alto mare per indagare, ma il sottomarino perde potenza ed attraversa l'anomalia, trovandosi nel mare del Giurassico. Con un Balaur Bondoc a bordo, la squadra dovrà ristabilire la situazione e tornare prima che l'anomalia si chiuda, inoltre l'ammiraglio Marston, dall'ARC, vuole distrutta l'anomalia.
- Liopleurodon
- Balaur (Identificato come swimming theropod)

## Episodio 3
- Titolo originale: Episode 3
- Diretto da: Robert Quinn
- Scritto da: Paul Mousley e Gabbie Asher

### Trama
Un Raptor attraversa un'anomalia apertasi al London Victorian. La squadra riesce a farlo tornare indietro, ma quell'anomalia si apre nella Londra vittoriana (1860), quindi Matt la attraversa e incontra Emily, scambiata per l'assassino Jack il Saltatore. Riportato il raptor, Matt ed Emily sono seguiti dal marito di lei, Henry, che le spara, ma muore attaccato dal raptor. Abby "copia" il lavoro di Connor per Matt.
- Deinonychus(identificato come raptor)

## Episodio 4
- Titolo originale: Episode 4
- Diretto da: Robert Quinn
- Scritto da: Helen Raynor

### Trama
Connor apre la prima anomalia creata dall'uomo. È entusiasta, ma quando uno sciame di scarafaggi grossi come un pugno, forse dal futuro, penetra nel centro dell'ARC, la situazione diventa critica, soprattutto per Jess, allergica alle punture d'insetto. Fallito l'avvelenamento, Connor innesca un raggio gamma dall'anomalia che spazza via le creature. Poi, alla Prospero, scopre che Philip era alleato di Helen.
- Scarafaggio gigante

## Episodio 5
- Titolo originale: Episode 5
- Diretto da: Cilla Ware
- Scritto da: Michael A. Walker

### Trama
Un Tyrannosaurus imperversa per le strade del centro, creando il panico, ma la squadra riesce a fermarlo: il T-rex arrabbiato in città è solo l'inizio poiché si aprono anomalie dappertutto. Matt ed Emily e, poi, Connor ed Abby sono alla Prospero per fermare Philip. Mentre April muore cadendo da un'impalcatura, spinta da Pterosauri, Connor finisce nell'anomalia creata dalla macchina di Philip ed è perduto.
- Tyrannosaurus
- Anurognathus

## Episodio 6
- Titolo originale: Episode 6
- Diretto da: Cilla Ware
- Scritto da: Steve Bailie e Adrian Hodges

### Trama
Connor si ritrova in un desolato paesaggio post-apocalittico, infestato da predatori del futuro. Matt e Abby riescono a riportarlo al presente, ma l'anomalia si ingrossa distruggendo l'edificio della "Nuova Alba" e uccidendo Philip che tenta di fermarla, mentre all'ARC si riapre la piccola anomalia creata da Connor con alcuni predatori che escono e feriscono Lester. La squadra deve eliminare i predatori e prendere la piccola anomalia che, con l'auto di Becker, Matt farà scontrare con quella gigante, chiudendole entrambe. Dopo essere tornati all'ARC Abby chiede a Connor di sposarla, dopo che glielo aveva promesso nel futuro. Mentre la squadra si prepara a un nuovo intervento (una telefonata a Lester, un treno sparito nel nulla), Matt ha una visione di sé stesso che gli dice di tornare indietro.